# Partido del Pueblo Mexicano
Die Partido del Pueblo Mexicano (PPM; dt.: Partei des Mexikanischen Volkes) war eine kommunistische mexikanische Partei, die durch die Abspaltung des linken Flügels der Partido Popular Socialista (PPS) 1976 entstand und von 1977 bis 1980 existierte.
Generalsekretär war Alejandro Gascón Mercado, der zu den Gründungsmitgliedern der PPM gehörte. Die PPM beteiligte an verschiedenen politischen Auseinandersetzungen und war zweitstärkste politische Kraft im Bundesstaat Baja California Sur, der heute von der Partido de la Revolución Democrática (PRD) regiert wird. Die PPM schloss sich gemeinsam mit der Partido Socialista Revolucionário (PSR) unter dem Vorsitz Roberto Jaramillos und dem Movimiento de Acción y Unidad Socialista von Miguel Angel Velascos und anderen Linkspolitikern sowie der Partido Comunista Mexicano (PCM) unter dem Vorsitz von Arnoldo Martínez Verdugo zur Coalición de Izquierda (dt.: Koalition der Linken) zusammen und nahm im Rahmen des Bündnisses an den ersten Bundeswahlen nach der politischen Reform von 1979 teil. Die PPM ging gemeinsamen mit anderen 1981 in der Partido Socialista Unificado de México (PSUM) mit auf.